# A Teia de Gelo
A Teia de Gelo é um filme português, realizado por Nicolau Breyner e protagonizado por Diogo Morgado, Margarida Marinho e Paula Lobo Antunes.

## Sinopse
Jorge, um jovem informático ambicioso, desvia uma grande quantia de dinheiro da empresa onde trabalha para a sua conta pessoal. Quando o chefe descobre ameaça-o de morte se não receber o dinheiro de volta, o que leva Jorge a iniciar um plano de fuga que se altera pelo seu acidente de carro, devido a um nevão na montanha. Então, o jovem informático refugia-se numa casa das redondezas, onde inicia outro caminho de fuga e perseguição.

## Elenco
- Diogo Morgado… Jorge
- Margarida Marinho… Verónica
- Paula Lobo Antunes… Madalena
- Elisa Lisboa… Mariana
- Nuno Melo… Hugo
- Patrícia Tavares… Estela
- Sandra Cóias… Carla
- Sara Salgado… Ana
- Victor Gonçalves… Iúri
- Pedro Giestas… Pepe
- Nicolau Breyner… Mandante
- José Eduardo… Chefe da Proteção Civil
- António Aldeia… Condutor da carrinha
- Luís Dias… Bombeiro
- Rui Guerra
- Arménio Matias
- Isabel Quadros
- João Morgado
- João Fidalgo